# NGC 4750
NGC 4750 est une galaxie spirale située dans la constellation de la Dragon. Sa vitesse par rapport au fond diffus cosmologique est de 1 676 ± 5 km/s, ce qui correspond à une distance de Hubble de 24,7 ± 1,7 Mpc (∼80,6 millions d'al). NGC 4750 a été découverte par l'astronome germano-britanniqueWilliam Herschel en 1798.

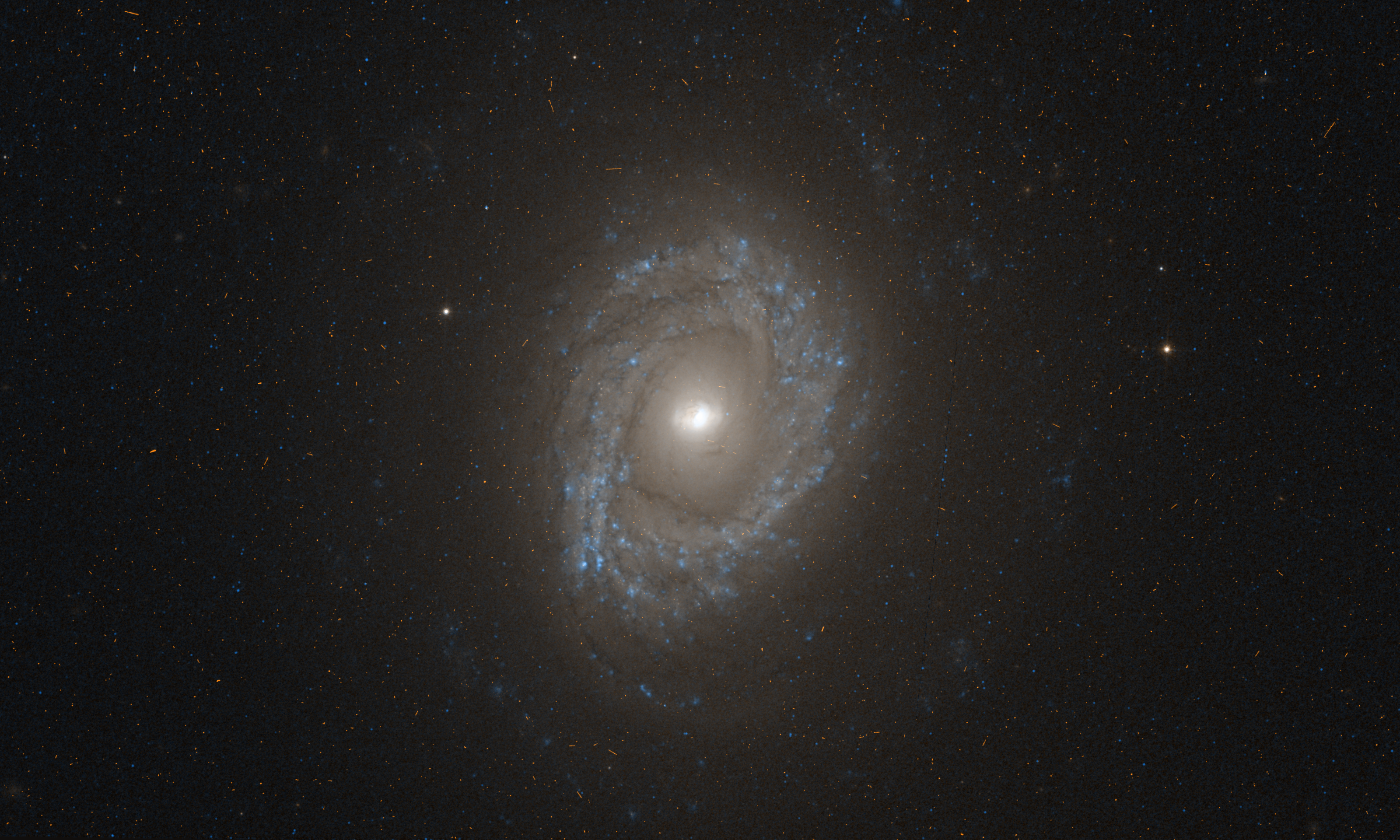
NGC 4750 par le télescope spatial Hubble.

La classe de luminosité de NGC 4750 est I-II et elle présente une large raie HI. De plus, c'est une galaxie LINER b, c'est-à-dire une galaxie dont le noyau présente un spectre d'émission caractérisé par de larges raies d'atomes faiblement ionisés.
À ce jour, une mesure non basée sur le décalage vers le rouge (redshift) donne une distance d'environ 26,100 Mpc (∼85,1 millions d'al). Cette valeur est à l'intérieur des valeurs de la distance de Hubble.

## Groupe de NGC 4750
NGC 4750 fait partie d'une groupe de galaxies qui porte son nom. Le groupe de NGC 4750 compte au moins huit galaxies. Les autres galaxies du groupe sont NGC 4648, NGC 4693, NGC 4749, UGC 7767, UGC 7908, UGC 8052 et UGC 8120.
Notons que la galaxie NGC 4648 est placé dans un autre groupe de galaxies par Sengupta et Balasubramanyam, celui de NGC 4589.